# Селищна адміністрація Касима Кайсенова
Селищна адміністрація Каси́ма Кайсе́нова (каз. Қасым Қайсенов кенттік әкімдігі, рос. Поселковая администрация Касыма Кайсенова) — адміністративна одиниця у складі Уланського району Східноказахстанської області Казахстану. Адміністративний центр та єдиний населений пункт — селище Касима Кайсенова.
Населення — 6465 осіб (2021; 3966 у 2009, 3484 у 1999, 3237 у 1989).
Станом на 1989 рік існувала Молодіжна селищна рада (смт Молодіжний). До 2011 року адміністрація називалась Молодіжною.